# Општина Сантијаго Папаскијаро (Дуранго)
Сантијаго Папаскијаро (шп. Santiago Papasquiaro) општина је у Мексику у савезној држави Дуранго. Општина се налази на надморској висини од 1725 м.

## Становништво
Према подацима из 2010. у општини је живело 44966 становника.

### Хронологија
| Година       | 2000                  | 2005                  | 2010                  |
| ------------ | --------------------- | --------------------- | --------------------- |
| Становништво | 43517 (21592 / 21925) | 41539 (20600 / 20939) | 44966 (22382 / 22584) |

### Попис
| \| \| м \| \| \| ж \| \| 0—2 \| 1.397 \| \| \| 1.330 \| \| 3—5 \| 1.384 \| \| \| 1.366 \| \| 6—11 \| 2.946 \| \| \| 2.650 \| \| 12—14 \| 1.436 \| \| \| 1.420 \| \| 15—17 \| 1.491 \| \| \| 1.483 \| \| 18—24 \| 2.962 \| \| \| 3.097 \| \| 60+ \| 2.328 \| \| \| 2.299 \| \| Просек : \| 28,2 \| \| \| 28,8 \| |       |  |  |       |
| |       |  |  |       |
| | м     |  |  | ж     |
| 0—2 | 1.397 |  |  | 1.330 |
| 3—5 | 1.384 |  |  | 1.366 |
| 6—11 | 2.946 |  |  | 2.650 |
| 12—14 | 1.436 |  |  | 1.420 |
| 15—17 | 1.491 |  |  | 1.483 |
| 18—24 | 2.962 |  |  | 3.097 |
| 60+ | 2.328 |  |  | 2.299 |
| Просек : | 28,2  |  |  | 28,8  |

| #   | Индикатор                                                                                        | Вредност |
| --- | ------------------------------------------------------------------------------------------------ | -------- |
| 1   | Становништво од 0 до 2 године                                                                    | 2727     |
| 2   | Мушко становништво од 0 до 2 године                                                              | 1397     |
| 3   | Женско становништво од 0 до 2 године                                                             | 1330     |
| 4   | Становништво са 3 и више година                                                                  | 41654    |
| 5   | Мушко становништво са 3 и више година                                                            | 20697    |
| 6   | Женско становништво са 3 и више година                                                           | 20957    |
| 7   | Становништво са 5 и више година                                                                  | 39823    |
| 8   | Мушко становништво са 5 и више година                                                            | 19754    |
| 9   | Женско становништво са 5 и више година                                                           | 20069    |
| 10  | Становништво са 12 и више година                                                                 | 33308    |
| 11  | Мушко становништво са 12 и више година                                                           | 16367    |
| 12  | Женско становништво са 12 и више година                                                          | 16941    |
| 13  | Становништво са 15 и више година                                                                 | 30452    |
| 14  | Мушко становништво са 15 и више година                                                           | 14931    |
| 15  | Женско становништво са 15 и више година                                                          | 15521    |
| 16  | Становништво са 18 и више година                                                                 | 27478    |
| 17  | Мушко становништво са 18 и више година                                                           | 13440    |
| 18  | Женско становништво са 18 и више година                                                          | 14038    |
| 19  | Становништво од 3 до 5 година                                                                    | 2750     |
| 20  | Мушко становништво од 3 до 5 година                                                              | 1384     |
| 21  | Женско становништво од 3 до 5 година                                                             | 1366     |
| 22  | Становништво од 6 до 11 година                                                                   | 5596     |
| 23  | Мушко становништво од 6 до 11 година                                                             | 2946     |
| 24  | Женско становништво од 6 до 11 година                                                            | 2650     |
| 25  | Становништво од 8 до 14 година                                                                   | 6667     |
| 26  | Мушко становништво од 8 до 14 година                                                             | 3450     |
| 27  | Женско становништво од 8 до 14 година                                                            | 3217     |
| 28  | Становништво од 12 до 14 година                                                                  | 2856     |
| 29  | Мушко становништво од 12 до 14 година                                                            | 1436     |
| 30  | Женско становништво од 12 до 14 година                                                           | 1420     |
| 31  | Становништво од 15 до 17 година                                                                  | 2974     |
| 32  | Мушко становништво од 15 до 17 година                                                            | 1491     |
| 33  | Женско становништво од 15 до 17 година                                                           | 1483     |
| 34  | Становништво од 18 до 24 године                                                                  | 6059     |
| 35  | Мушко становништво од 18 до 24 године                                                            | 2962     |
| 36  | Женско становништво од 18 до 24 године                                                           | 3097     |
| 37  | Женско становништво од 15 до 49 година                                                           | 11605    |
| 38  | Становништво са 60 и више година                                                                 | 4627     |
| 39  | Мушко становништво са 60 и више година                                                           | 2328     |
| 40  | Женско становништво са 60 и више година                                                          | 2299     |
| 41  | Однос између мушкараца и жена                                                                    | 99.11    |
| 42  | Становништво од нуле до 14 година                                                                | 13929    |
| 43  | Становништво од 15 до 64 године                                                                  | 27027    |
| 44  | Становништво од 65 година и више                                                                 | 3425     |
| 45  | Просечан број деце                                                                               | 2.9      |
| 46  | Становништво рођено у ентитету                                                                   | 39651    |
| 47  | Мушко становништво рођено у ентитету                                                             | 19588    |
| 48  | Женско становништво рођено у ентитету                                                            | 20063    |
| 49  | Становништво рођено у другом ентитету                                                            | 3803     |
| 50  | Мушко становништво рођено у другом ентитету                                                      | 2039     |
| 51  | Женско становништво рођено у другом ентитету                                                     | 1764     |
| 52  | Становништво од 5 година и више резидентно у ентитету у јуну 2005. године                        | 37627    |
| 53  | Мушко становништво старосног доба од 5 година и више, резидентно у ентитету у јуну 2005. године  | 18491    |
| 54  | Женско становништво старосног доба од 5 и више година, резидентно у ентитету у јуну 2005. године | 19136    |
| 55  | Становништво од 5 година и више које је живело у другом ентитету у јуну 2005. године             | 1001     |
| 56  | Мушко становништво старије од 5 година које је живело у другом ентитету у јуну 2005. године      | 517      |
| 57  | Женско становништво старије од 5 година које је живело у другом ентитету у јуну 2005. године     | 484      |
| 58  | Становништво од 3 године и више које говори аутохтони језик                                      | 162      |
| 59  | Мушко становништво старо 3 године и више које говори аутохтони језик                             | 113      |
| 60  | Женско становништво старо 3 године и више које говори аутохтони језик                            | 49       |
| 61  | Становништво од 3 године и више које говори аутохтони језик и не говори шпански језик            | 0        |
| 62  | Мушко становништво старо 3 године и више које говори аутохтони језик и не говори шпански         | 0        |
| 63  | Женско становништво старо 3 године и више које говори аутохтони језик и не говори шпански језик  | 0        |
| 64  | Становништво старо 3 године и више које говори аутохтони језик и шпански                         | 136      |
| 65  | Мушко становништво старо 3 године и више које говори аутохтони језик и шпански                   | 95       |
| 66  | Женско становништво старо 3 године и више које говори аутохтони језик и шпански                  | 41       |
| 67  | Становништво од 5 година и више које говори аутохтони језик                                      | 157      |
| 68  | Становништво од 5 година и више које говори аутохтони језик и не говори шпански језик            | 0        |
| 69  | Становништво од 5 година и више које говори аутохтони језик и говори шпански језик               | 133      |
| 70  | Становништво у домородачким домаћинствима                                                        | 384      |
| 71  | Становништво са ограничењима у активностима                                                      | 3391     |
| 72  | Становништво са ограниченим ходањем или кретањем, горе или доле                                  | 1910     |
| 73  | Становници са ограничењима вида, чак и уз кориштење сочива                                       | 1135     |
| 74  | Становништво са ограничењима говора, комуникације или конверзације                               | 269      |
| 75  | Становништво са ограниченим слухом                                                               | 407      |
| 76  | Становништво са ограничењима при одевању, купању или јелу                                        | 145      |
| 77  | Становништво са ограничењима у опажању или учењу једноставних ствари                             | 173      |
| 78  | Становништво са менталним ограничењима                                                           | 244      |
| 79  | Становништво без ограничења активности                                                           | 40816    |
| 80  | Становништво од 3 до 5 година које не похађа школу                                               | 1502     |
| 81  | Мушко становништво од 3 до 5 година које не похађа школу                                         | 781      |
| 82  | Женско становништво од 3 до 5 година које не похађа школу                                        | 721      |
| 83  | Становништво од 6 до 11 година које не похађа школу                                              | 132      |
| 84  | Мушко становништво од 6 до 11 година које не похађа школу                                        | 82       |
| 85  | Женско становништво од 6 до 11 година које не похађа школу                                       | 50       |
| 86  | Становништво од 12 до 14 година које не похађа школу                                             | 244      |
| 87  | Мушко становништво од 12 до 14 година које не похађа школу                                       | 130      |
| 88  | Женско становништво од 12 до 14 година које не похађа школу                                      | 114      |
| 89  | Становништво од 15 до 17 година похађа школу                                                     | 1860     |
| 90  | Мушко становништво од 15 до 17 година похађа школу                                               | 897      |
| 91  | Женско становништво између 15 и 17 година живота у школи                                         | 963      |
| 92  | Становништво од 18 до 24 године похађа школу                                                     | 1326     |
| 93  | Мушко становништво од 18 до 24 године похађа школу                                               | 644      |
| 94  | Женско становништво од 18 до 24 године похађа школу                                              | 682      |
| 95  | Становништво од 8 до 14 година које не може да чита и пише                                       | 149      |
| 96  | Мушко становништво старосног доба од 8 до 14 година које не може да чита и пише                  | 100      |
| 97  | Женско становништво старосног доби од 8 до 14 година које не може да чита и пише                 | 49       |
| 98  | Становништво од 15 година и више које је неписмено                                               | 1421     |
| 99  | Мушко становништво од 15 година и више које је неписмено                                         | 756      |
| 100 | Женско становништво од 15 година и више које је неписмено                                        | 665      |
| 101 | Становништво старо 15 и више година без школовања                                                | 1702     |
| 102 | Мушко становништво старо 15 и више година без школовања                                          | 892      |
| 103 | Женско становништво старо 15 и више година без школовања                                         | 810      |
| 104 | Становништво старосног доба 15 и више година са непотпуним основним образовањем                  | 6201     |
| 105 | Мушко становништво старосног доба од 15 година и више са непотпуном основним образовањем         | 3159     |
| 106 | Женско становништво старосног доба 15 и више година са непотпуном основним образовањем           | 3042     |
| 107 | Становништво старо 15 и више година са комплетним основним образовањем                           | 7163     |
| 108 | Мушко становништво старо 15 година и више са комплетним основним образовањем                     | 3569     |
| 109 | Женско становништво старо 15 и више година са комплетним основним образовањем                    | 3594     |
| 110 | Становништво старосног доба 15 и више година са непотпуним средњим образовањем                   | 1779     |
| 111 | Мушко становништво старосног доба од 15 година и више са непотпуним средњим образовањем          | 953      |
| 112 | Женско становништво старосног доба од 15 година и више са непотпуним средњим образовањем         | 826      |
| 113 | Становништво старо 15 и више година са пуним секундарном образовањем                             | 6403     |
| 114 | Мушко становништво старосног доба од 15 година и више са пуним секундарном образовањем           | 2886     |
| 115 | Женско становништво старосног доба од 15 година и више са пуним секундарном образовањем          | 3517     |
| 116 | Становништво старије од 18 година са постосновним образовањем                                    | 6177     |
| 117 | Мушко становништво старије од 18 година са постосновним образовањем                              | 3029     |
| 118 | Женско становништво старије од 18 година са постосновним образовањем                             | 3148     |
| 119 | Просечна оцена школовања                                                                         | 7.45     |
| 120 | Просечан ниво образовања мушке популације                                                        | 7.38     |
| 121 | Просечан ниво образовања женског становништва                                                    | 7.51     |
| 122 | Економски активно становништво                                                                   | 15758    |
| 123 | Економски активна мушка популација                                                               | 12140    |
| 124 | Економски активна женска популација                                                              | 3618     |
| 125 | Становништво које није економски активно                                                         | 17401    |
| 126 | Мушко становништво које није економски активно                                                   | 4125     |
| 127 | Женско становништво које није економски активно                                                  | 13276    |
| 128 | Запослено становништво                                                                           | 14939    |
| 129 | Запослено мушко становништво                                                                     | 11439    |
| 130 | Запослено женско становништво                                                                    | 3500     |
| 131 | Незапослена популација                                                                           | 819      |
| 132 | Незапослена мушка популација                                                                     | 701      |
| 133 | Незапослена женска популација                                                                    | 118      |
| 134 | Становништво без права на здравствене услуге                                                     | 15997    |
| 135 | Становништво које има право на здравствене услуге                                                | 28328    |
| 136 | Становништво које има право на ИМСС                                                              | 6952     |
| 137 | Становништво које има право на социјално осигурање                                               | 3177     |
| 138 | Становништво које има право на државно социјално осигурање                                       | 147      |
| 139 | Становништво које има право на опште осигурање или здравствено осигурање за нову генерацију      | 16278    |
| 140 | Становништво које је било једном или није било у браку током 12 година и више                    | 11991    |
| 141 | Венчано или уједињено становништво од 12 година и више                                           | 18148    |
| 142 | Становништво које је било у браку или уједињено 12 година и више                                 | 3114     |
| 143 | Становништво са католичком религијом                                                             | 39335    |
| 144 | Протестанти, еванђелисти и библијски следбеници различити од еванђелиста                         | 2963     |
| 145 | Становништво са другим религијама различитим од претходних                                       | 3        |
| 146 | Становништво без религије                                                                        | 1569     |
| 147 | Укупно пописаних домаћинства                                                                     | 11085    |
| 148 | Пописна домаћинства на челу са мушкарцима                                                        | 8404     |
| 149 | Пописна домаћинства на челу са женама                                                            | 2681     |
| 150 | Становништво у пописним домаћинствима                                                            | 44310    |
| 151 | Становништво у пописним домаћинствима на челу са мушкарцима                                      | 35102    |
| 152 | Становништво у пописним домаћинствима на челу са женама                                          | 9208     |
| 153 | Укупно домаћинстава                                                                              | 16756    |
| 154 | Укупно насељених домаћинстава                                                                    | 11276    |
| 155 | Укупно приватних кућа                                                                            | 16565    |
| 156 | Насељени приватни домови                                                                         | 11085    |
| 157 | Укупно насељених приватних кућа                                                                  | 11270    |
| 158 | Ненасељене приватне куће                                                                         | 4053     |
| 159 | Појединачна домаћинства за привремену употребу                                                   | 1427     |
| 160 | Становници у насељеним приватним кућама                                                          | 44310    |
| 161 | Насељеност станара у приватним становима                                                         | 4        |
| 162 | Просечно становника по соби у приватним насељеним домаћинствима                                  | 0.98     |
| 163 | Појединачна домаћинства са подовима од различитих материјала од земље                            | 10104    |
| 164 | Појединачна домаћинства у приземљу                                                               | 954      |
| 165 | Појединачна домаћинства са једном спаваћом собом                                                 | 3224     |
| 166 | Појединачна домаћинства са две спаваће собе и више                                               | 7825     |
| 167 | Појединачна домаћинства са једним собом                                                          | 306      |
| 168 | Појединачна домаћинства са две собе                                                              | 1318     |
| 169 | Појединачна домаћинства са 3 собе и више                                                         | 9415     |
| 170 | Појединачна домаћинства која имају електрично светло                                             | 10247    |
| 171 | Појединачна домаћинства која немају електрично светло                                            | 808      |
| 172 | Појединачна домаћинства која имају водоводну воду у стамбеном простору                           | 9790     |
| 173 | Појединачна домаћинства која немају водоводну воду у стамбеном простору                          | 1263     |
| 174 | Појединачна домаћинства која имају тоалет                                                        | 9881     |
| 175 | Појединачна домаћинства која имају канализацију                                                  | 9574     |
| 176 | Појединачна домаћинства која немају канализацију                                                 | 1391     |
| 177 | Појединачна домаћинства која имају електрично светло, довод воде из јавне мреже и канализацију   | 8921     |
| 178 | Појединачна домаћинства без икаквих услова                                                       | 344      |
| 179 | Појединачна домаћинства која имају радио                                                         | 7736     |
| 180 | Појединачна домаћинства која имају телевизор                                                     | 9997     |
| 181 | Појединачна домаћинства која имају фрижидер                                                      | 9356     |
| 182 | Појединачна домаћинства која имају машину за веш                                                 | 7035     |
| 183 | Појединачна домаћинства која имају аутомобил или комби                                           | 6215     |
| 184 | Појединачна домаћинства која имају рачунар                                                       | 2178     |
| 185 | Појединачна домаћинства која имају фиксну телефонску линију                                      | 3996     |
| 186 | Појединачна домаћинства која имају мобилни телефон                                               | 6350     |
| 187 | Појединачна домаћинства која имају приступ интернету                                             | 1231     |